# 파이어버그 (소프트웨어)
파이어버그(Firebug)는 웹사이트의 CSS, HTML, DOM, 자바스크립트의 실시간 디버깅, 편집, 모니터링을 간편하게 해주는 모질라 파이어폭스용 자유-오픈 소스 웹 브라우저 확장기능이다.
파이어버그는 BSD 라이선스로 배포되며 2006년 1월 초창기 파이어폭스 개발자들 가운데 한 명인 Joe Hewitt가 처음 작성하였다. 파이어버그 워킹 그룹은 파이어버그의 오픈 소스 개발 및 확장을 감독하고 있다. 두 개의 구성 요소가 있다: 하나는 모질라 파이어폭스용 확장, 나머지 하나는 파이어버그 라이트로 불리는 북마크릿 구현체를 위한 확장(구글 크롬과 함께 사용 가능)
웹 페이지 디버깅뿐 아니라, 파이어버그는 웹 보안 테스트 및 웹 페이지 성능 분석용으로 사용되었다.
파이어폭스 Quantum (version 57)이 릴리즈되면서 파이어폭스 개발자도구로 대체되었다.

## 같이 보기
- FOUC